# بات باكلي
بات باكلي (بالإنجليزية: Pat Buckley)‏ هو لاعب كرة قدم بريطاني في مركز الوسط، ولد في 12 أغسطس 1946 في ليث ‏ في المملكة المتحدة. لعب مع شيفيلد يونايتد ولوس أنجلوس وولفز ونادي روذرهام يونايتد ونادي سيدني أوليمبيك ونادي لانارك الثالث ووولفرهامبتون واندررز.